# Ageles (Koroplast)
Ageles (altgriechisch Ἀγέλης) war ein griechischer Koroplast, der im 1. Jahrhundert v. Chr. in Myrina in Kleinasien tätig war.
Ageles ist nur von einer Signatur auf einer Tonstatuette eines an einen Pfeiler gelehnten Jünglings bekannt. Die Statuette befand sich nach ihrer Auffindung in der Sammlung Frank Calverts und befindet sich heute im Troya Müzesi(ehemals im Archäologischen Museum Çanakkale).